# Николов, Огнян
Огнян Великов Николов (болг. Огнян Великов Николов, р. 13 июня 1949) — болгарский борец-вольник, призёр Олимпийских игр, чемпион Европы.

## Биография
Родился в 1949 году в Софии. В 1969 году завоевал серебряную медаль чемпионата Европы. В 1971 году завоевал бронзовую медаль чемпионата мира. В 1972 году стал бронзовым призёром чемпионата Европы и серебряным призёром Олимпийских игр в Мюнхене. В 1974 году выиграл чемпионат Европы.